# Bowen (cràter)
Bowen és un petit cràter lunar d'impacte de 8 km de diàmetre. Està situat al sud-oest dels Montes Haemus, en la vora de la petita mar lunar anomenada Lacus Doloris (Llac del Dolor).
|  |  |

Es distingeix per tenir un sòl relativament pla en lloc de tenir forma de bol com els cràters més petits. Inicialment va ser designat com Manilius A, fins a ser canviat el nom per la Unió Astronòmica Internacional (UAI) en 1973. El cràter Manilius es localitza al sud, en la riba oposada del Lacus Doloris.